# The Haunted Hotel
The Haunted Hotel és una pel·lícula muda còmica de la Vitagraph dirigida per James Stuart Blackton i protagonitzada per Paul Panzer i William V. Ranous. Es tracta de la pel·lícula animada més antiga que ha sobreviscut i combina animació, amb actors de carn i ossos, transparències i seqüències de stop-motion. La pel·lícula es va presentar a Paris l’abril de 1907.

## Argument
La pel·lícula s’inicia amb la vista exterior d'una petita casa en la que les finestres i la porta comencen a moure's fins que la casa pren la forma d'una cara. Un viatger entra a l'hotel i les coses de l’hoste (els guants, el farcell, el paraigües) es comencen a moure's soles. Un cambrer porta el sopar i, a taula, el pa es talla amb un ganivet que es mou tot sol i també se serveix cafè i sucre a la tassa sense intervenció cap humana. De la gerra de llet surt una petita figura per abocar la llet a la tassa abans de tornar a la gerra. El convidat estupefacte treu de la gerra un tovalló que comença a ballar tot sol i, quan finalment l'agafa, es converteix en un llençol. L'home finalment se'n va al llit. L'habitació comença a girar. La pel·lícula acaba quan un gran monstre apareix de darrere del llit i agafa a les seves mans enormes el viatger.

## Producció
Blackton i el seu soci Albert E. Smith havien fundat el març de 1906 la Vitagraph i cap el febrer de 1907 havien establert una sucursal a Paris dedicada a la distribució de la seva producció. Per a la producció del curtmetratge Blackton va combinar diversos dels trucs disponibles en aquell moment, com ara la doble exposició o fer moure objectes penjats de cables amb el procés de stop-motion. A l’abril d’aquell any van estrenar-hi la pel·lícula que allà es titulà “The Hauted Hotel: fantasmagorie épouvantable”. La productora esdevingué la de més èxit del moment gràcies a aquesta pel·lícula de la que arribà a fer-ne 150 còpies. Múltiples productores franceses, especialment la Gaumont, estudiaren la pel·lícula fotograma a fotograma per tal de discernir els diferents trucs que en ella s’utilitzaven.